# Christopher Williams (atleta)
Christopher Williams (Mandeville, 15 marzo 1972) è un ex velocista giamaicano, medaglia d'argento dei 200 metri piani ai Campionati del mondo di atletica leggera.

## Biografia
A livello individuale in carriera competé nella gara dei 200 metri piani, tuttavia conquistò due medaglie a livello mondiale, in qualità di componente della staffetta 4×400 metri.

## Palmarès
| Anno | Manifestazione  | Sede     | Evento      | Risultato        | Prestazione | Note                                     |
| ---- | --------------- | -------- | ----------- | ---------------- | ----------- | ---------------------------------------- |
| 2000 | Giochi olimpici | Sydney   | 100 m piani | Quarti di finale | 10"30       |                                          |
| 2000 | Giochi olimpici | Sydney   | 200 m piani | Semifinale       | 20"47       |                                          |
| 2000 | Giochi olimpici | Sydney   | 4 × 400 m   | Argento          | 2'58"78     | Miglior prestazione personale stagionale |
| 2001 | Mondiali        | Edmonton | 200 m piani | Argento          | 20"20       |                                          |
| 2001 | Mondiali        | Edmonton | 4 × 400 m   | Argento          | 2'58"39     | Miglior prestazione personale stagionale |
| 2007 | Mondiali        | Osaka    | 200 m piani | 7º               | 20"57       |                                          |
| 2008 | Giochi olimpici | Pechino  | 200 m piani | Semifinale       | 20"45       |                                          |